# رگ بارتون
رگ بارتون (انگلیسی: Reg Barton؛ زادهٔ ۴ مارس ۱۹۴۲) بازیکن فوتبال اهل بریتانیا است.